# Issoria anargyron
Issoria anargyron är en fjärilsart som beskrevs av Charles Oberthür 1914. Issoria anargyron ingår i släktet Issoria och familjen praktfjärilar. Inga underarter finns listade i Catalogue of Life.